# Giuseppe Pinori
Giuseppe Pinori (Tagliacozzo, 15 settembre 1928 – Roma, 3 aprile 2021) è stato un direttore della fotografia italiano.

## Biografia
Partecipò come direttore della fotografia alla realizzazione di alcuni importanti film del cinema italiano, tra i quali Ecce bombo di Nanni Moretti. Collaborò anche con registi come Pier Paolo Pasolini, Lucio Fulci, Marco Tullio Giordana e Romano Scavolini.
Insegnò Fotografia per il cinema presso l'Accademia del Cinema di Cinecittà (ACT Multimedia), insieme a Franco Di Giacomo.
È morto a Roma il 3 aprile 2021 a 92 anni.

## Filmografia
- I misteri di Roma, regia di Piero Nelli, Cesare Zavattini e altri (1963)
- Il diavolo nella bottiglia, regia di Giorgio Moser (1964)
- La spiaggia di Falesà, regia di Giorgio Moser (1964)
- Bassa marea, regia di Giorgio Moser (1964)
- Le schiave esistono ancora, regia di Maleno Malenotti, Roberto Malenotti e Folco Quilici (1965)
- Italiani come noi, regia di Enzo Biagi, Brando e Sergio Giordani (1965)
- Il rapporto, regia di Lionello Massobrio (1968)
- Le altre, regia di Alex Fallay (1969)
- Sotto il segno dello scorpione, regia di Paolo e Vittorio Taviani (1969)
- Le terre del Sacramento, regia di Silverio Blasi (1969)
- I dannati della terra, regia di Valentino Orsini (1969)
- Gli amici, regia di Kosta Zois (1970)
- Corbari, regia di Valentino Orsini (1970)
- Les deux saisons de la vie, regia di Samy Pavel (1971)
- I racconti di Hoffmann, regia di C. Sneil (1971)
- L'arciere di fuoco, regia di Giorgio Ferroni (1971)
- 12 dicembre, regia di Pier Paolo Pasolini (1972)
- Bada alla tua pelle, Spirito Santo!, regia di Roberto Mauri (1972)
- Decameron nº 3 - Le più belle donne del Boccaccio, regia di Italo Alfaro (1972)
- Abbasso tutti, viva noi, regia di Luigi Mangini (1974)
- La città in fondo alla strada, regia di Mauro Severino (1974)
- Cagliostro, regia di Daniele Pettinari (1975)
- Il nero muove, regia di Gianni Serra (1974)
- Amore vuol dire gelosia, regia di Mauro Severino (1975)
- Tutti possono arricchire tranne i poveri, regia di Mauro Severino (1976)
- Circuito chiuso, regia di Giuliano Montaldo (1977)
- Melodrammore, regia di Maurizio Costanzo (1978)
- Ecce bombo, regia di Nanni Moretti (1978)
- La festa perduta, regia di Pier Giuseppe Murgia (1979)
- Contamination, regia di Luigi Cozzi (1980)
- Maledetti vi amerò, regia di Marco Tullio Giordana (1980)
- La caduta degli angeli ribelli, regia di Marco Tullio Giordana (1981)
- Giovani, belle... probabilmente ricche, regia di Michele Massimo Tarantini (1981)
- Copkiller (L'assassino dei poliziotti), regia di Roberto Faenza (1982)
- Acapulco, prima spiaggia... a sinistra, regia di Sergio Martino (1982)
- I guerrieri dell'anno 2072, regia di Lucio Fulci (1983)
- Murderock - Uccide a passo di danza, regia di Lucio Fulci (1984)
- L'albero dei diamanti, regia di Tommaso Dazzi (1984)
- Voglia di volare, regia di Pier Giuseppe Murgia (1985)
- Priolo, regia di Paolo e Vittorio Taviani e Valentino Orsini (1986)
- Il ragazzo dal kimono d'oro, regia di Larry Ludman (1986)
- Vado a riprendermi il gatto, regia di Giuliano Biagetti (1987)
- Lungo il fiume, regia di Vanna Paoli (1989)
- Gli angeli del potere, regia di Giorgio Albertazzi (1989)
- Fragole e vaniglia, regia di Gerard Oury (1989)
- Il gorilla in Amazzonia, regia di Duccio Tessari (1999)
- Si ma vogliamo un maschio, regia di Giuliano Biagetti (1991-92)
- La casa rosa, regia di Vanna Paoli (1995)
- Torero, fra sogno e realtà, regia di Federico Bruno (1998)
- I giorni dell'amore e dell'odio - Cefalonia, regia di Claver Salizzato (2000)
- Una spina nel cuore - Ustica, regia di Romano Scavolini (2001)
- L'apocalisse delle scimmie - primo volume, regia di Romano Scavolini (2004-05)
- Eleonora D'Arborea, regia di Claver Salizzato (2005)
- L'apocalisse delle scimmie - secondo volume, regia di Romano Scavolini (2005-07)
- L'apocalisse delle scimmie - terzo volume, regia di Romano Scavolini (2007-10)
- De nos amours, regia di Claver Salizzato (2010)

## Pubblicazioni
- Giuseppe Pinori, La luce come compagna. Viaggi, incontri e miracoli di un autore della cinematografia, in collaborazione con Carolina Mascolo e Caterina Sabato, Dublino, Artdigiland, 2019.